# Isola Nolan
L'isola Nolan è un'isola rocciosa della Terra di Marie Byrd, in Antartide. L'isola, che è completamente ricoperta dai ghiacci e che si estende in direzione est/ovest per circa 7 km, fa parte dell'arcipelago Marshall e, come le altre isole di questo arcipelago, si trova davanti alla costa di Saunders, all'interno della baia di Sulzberger, dove è completamente circondata dai ghiacci della piattaforma glaciale Sulzberger e dove giace subito a est dell'isola Steventon.

## Storia
Dopo essere stata scoperta durante la terza spedizione antartica comandata dall'ammiraglio Richard Evelyn Byrd e svoltasi nel 1939-41, l'isola Nolan fu completamente mappata per la prima volta dai cartografi dello United States Geological Survey grazie a fotografie scattate dalla marina militare statunitense (USN) durante ricognizioni aeree effettuate nel periodo 1959-65, e così battezzata dal comitato consultivo dei nomi antartici in onore di William G. Nolan, operatore radar a bordo del rompighiaccio USS Glacier durante le spedizioni antartiche effettuate dalla nave nel 1957-58 e nel 1961-62.